# 普里波內什蒂鄉
46°05′N 27°26′E / 46.083°N 27.433°E
普里波內什蒂鄉（羅馬尼亞語：Comuna Priponești, Galați），是羅馬尼亞的鄉份，位於該國東部，由加拉茨縣負責管轄，處於布加勒斯特以北210公里，每年平均降雨量946毫米，海拔高度133米，2007年人口2,416。